# Александер, Джон Торндайк
Джон Торндайк Александер (англ. John Thorndike Alexander; род. 18 января 1940) — американский историк, специалист по истории России, почётный профессор Канзасского университета.
Родился в городке Куперстаун в штате Нью-Йорк в семье профессора американской колониальной истории Эдварда Александера (англ. Edward P. Alexander; 1907—2003). По окончании Уэслианского университета стажировался в Индианском университете, где в 1966 году получил звание доктора философии. С 1966 года по 2005 годы преподавал в Канзасском университете, с уходом на пенсию ему было присвоено звание почётного профессора университета. Автор большого количества книг и публикаций по истории России XVIII века и Пугачёвского восстания, деятельности Екатерины II, российского правительства и высших сановников Российской империи. Автор биографии Екатерины II, а также обзоров и рецензий советской и западной историографии пугачёвского восстания. В 1960-х годах стал одним из немногих западных историков, получивших право работать в советских исторических архивах, во время работы в СССР консультировался с многими советскими специалистами по истории XVIII века, в том числе с одним из главных специалистов по истории Пугачёвского восстания, профессором ЛГУ Владимиром Мавродиным. Перевёл на английский язык ряд работ российских историков.